# Terrain de dépôt
En France, pour Voies navigables de France (qui gère le plus grand linéaire de voies navigables d'Europe), les terrains de dépôts sont de deux types (ou mixtes) ; ce sont
- des sites qui ont reçu des matériaux d'extraction lors du creusement ou de l'élargissement des canaux ou lors de la canalisation de cours d'eau pour les rendre plus navigables pour les péniches.
- des sites ayant reçu ou destinés à recevoir des boues de curage de canaux ou ports fluviaux

Quand ils ne sont pas pollués et qu'ils sont écologiquement connectés à des milieux naturels riches ou à des corridors biologiques reliés à de tels milieux, ce sont des milieux qui deviennent souvent intéressants pour la biodiversité (ils ont notamment servi de refuge à certaines espèces). Dans le cas des curages, en raison de la forte teneur du sol en matières organiques et parfois en nitrates ou phosphates, ce sont des milieux à forte productivité biologique qui contribuent à enrichir les écosystèmes fluviaux. Ils font en France partie du patrimoine foncier de VNF et donc de l'État.

## Valeur écologique et paysagère
Quand ils n'ont pas été pollués par des sédiments contaminés par des POPs ou des métaux lourds (éléments traces métalliques plus généralement), ces terrains peuvent avoir une grande valeur écologique ; En effet, n'ayant reçu ni engrais, ni pesticide, ils peuvent abriter une flore rare ou devenue rare ailleurs. Ils peuvent jouer un rôle de gîte, et de gué écologique pour les espèces de zones humides ou diverses espèces pionnières, dans un réseau écologique local et global (pour les oiseaux d'eau migrateurs notamment).

Ils peuvent aussi contribuer à l'installation et à la diffusion de quelques espèces envahissantes ou invasives (Renouée du Japon en particulier)
Certains de ces sites sont insérés dans la trame bleue ou la trame verte de collectivités locales ou de régions et/ou font partie de parcs paysagers (terrain de Santes, dans le Parc de la Deûle près de Lille (France) par exemple). Localement, dans le Nord-Pas-de-Calais, par exemple où VNF gère 680 km de voies d'eau et environ 2000 hectares de foncier, des partenariats ont été établis, dans ce cas avec le conservatoire des sites naturels du Nord et du Pas-de-Calais, ou avec l'association « Chico-Mendes », pour la gestion écologique et restauratoire des sites, notamment sur la base du « guide d'entretien doux » a été fait avec le Parc naturel régional Scarpe-Escaut. Les premières années et décennies, ou après de nouveaux apports, ce sont souvent aussi des réservoirs, sources de propagules d'espèces pionnières.

## Valeur pédagogique
Ils ont aussi une valeur pédagogique, notamment pour les processus de résilience écologique et de renaturation spontanée qui peuvent y être observés durant des décennies. Certains terrains de dépôt, une fois renaturés ou durant cette phase font l'objet de visites pédagogiques. Un ancien site comme celui de Santes est même intégré dans le Parc de la Deûle.

## Les cas des sites pollués
Pour des raisons techniques et économiques, certains d'entre eux ont cependant été installés sur d'anciens bras morts de cours d'eau canalisés, qu'ils ont détruits et pollués. Ces bras morts avaient souvent une valeur écologique et écologique intrinsèque.
Dans les zones très industrialisées ou à leur aval, certains terrains de dépôt ont reçu des boues de curage polluées, voire très polluées. Une partie des polluants étaient biodégradables, une autre ne l'est que lentement (décennies ou siècles) et une autre ne l'est pas (éléments traces métalliques, radioactivité, etc.). Parfois ils ont servi de terrain de chasse ou de ball-trap, activités qui peuvent être source d'une contamination supplémentaire en plomb, source de saturnisme pour la faune.
Évaluation de la pollution : Des analyses peuvent confirmer une pollution suspectée en raison par exemple de la présence de certaines industries ou activités agricoles dans l'amont du bassin-versant.
De manière plus générale, la toxicité des sédiments peut être mesurée via des tests toxicologiques ou écotoxicologiques, notamment via des essais d'inhibition de la reproduction d'un rotifère (Brachionus calyciflorus pour le test normalisé NF T990-377).
Protection  contre la migration des polluants  : Ces terrains peuvent être ou avoir été couvert d'une structure de protection (couche de terre argileuse, bentonite, géobentonite, etc., et faire ou avoir fait l'objet d'une requalification paysagère. Des piezomètres et d'autres matériels peuvent permettre de mesurer la battance de la nappe et d'éventuelles migrations horizontales ou verticales de polluants.

## Gestion
En lien avec les SDAGE et SAGEs, la gestion des terrains de VNF, en France, ainsi que la surveillance sont maintenant cadrée par des schémas directeurs régionaux des terrains de dépôt et une certification ISO 14001. Ils doivent notamment prévoir et afficher les besoins en stockage pour les matériaux issus des dragages et recalibrages et depuis 2007 contribuer à « mettre en œuvre les objectifs du Grenelle de l’Environnement ». Pour ce faire, chaque schéma s'appuie sur un diagnostic et sur des perspectives établies sur les bases économiques et politiques disponibles.

## Difficulté de mise en œuvre
Alors que de la législation environnementale devient plus contraignante (notamment pour les clapages en mer et la sécurité environnementale des terrains de dépôts), certains canaux doivent être curés de plus en plus souvent (Les péniches sont plus grandes, et il faut faire face à une sédimentation accrue à cause de l'aggravation de l'érosion des sols à la suite de pratiques agricoles (labour, recul de l'herbage, dégradation de l'humus) de plus en plus intensives. À titre d'exemple, dans le réseau Nord/Pas de Calais, VNF estimait en 2007 que l'érosion des bassins versants était responsable de l'apport de 143 000 tonnes de sédiments par an (à raison de 100 mg/l dans les eaux de ruissellement urbain, de 0,18 t/ha pour les eaux de ruissellement agricole, les apports en sédiments étant nuls ou négligeables dans les zones boisées ou prairiales, qui au contraire captent une grande partie des particules en suspension de l'eau qui réapparait limpide en aval dans les sources.
En France, VNF est en butte à des difficultés croissantes pour trouver et acheter des terrains, faire accepter socialement les nouveaux dépôts (surtout quand ils doivent accueillir des sédiments pollués).

## Prospective
De nouveaux besoins existent avec la création du canal Seine-Nord.

## Alternatives
Les producteurs de boues de dragage sont essentiellement les ports et les structures gérant les canaux telles que VNF en France) cherchent à valoriser les sédiments qui peuvent l'être de manière à éviter d'ouvrir de nouveaux site de dépôt. Ceci se fait souvent dans des processus d'écocertification ou de management environnemental (ISO 14 000, Ecoport). En France, des écomatériaux sont en cours de test et d'étude par une équipe dite TEAM (Technologies et Environnement Appliqués aux Matériaux, groupe piloté par l'Agence de Création et Développement des Eco-Entreprises (CD2E)) est la production de matériaux de construction à partir de ces sédiments souvent riches en sable et/ou en argile. On les appelle sédimatériaux.